# Agostina Pelozo
María Agostina Pelozo (Rosario, 19 de noviembre de 1999) es una jugadora argentina de voleibol que se desempeña como líbero. A nivel clubes forma parte de la plantilla del VKP Bratislava de Eslovaquia, mientras que junto a la selección femenina de voleibol de Argentina formó parte de los planteles del Campeonato Mundial de Voleibol Femenino Sub-20 de 2017, el Campeonato Sudamericano de Voleibol Femenino de 2021 y el mundial de voleibol femenino de 2022, entre otros.

## Trayectoria
- Club Rosario Sonder (2016-18)
- Club Villa Dora (2018-20)
- CEF 5 La Rioja (2020-21)
- Gimnasia y Esgrima de La Plata (2021-22)
- VKP Bratislava (2022-23) [4]

## Distinciones individuales
- Mejor Líbero - Copa Provincial 2019 de Clubes Sub-19[5]
- Mejor receptora - Juegos Panamericanos Juveniles de 2021[4][6]
- Premio Jorge Newbery 2021 - Mejor Voleibolista[7]

## Palmarés

#### Clubes
- Campeonato Oficial Metropolitano -  1º 2021/22
- Liga Femenina de Voleibol Argentino  2º 2021/22
- Liga Femenina de Voleibol Argentino  3º 2018/19[4]

#### Selección
- 3º - Campeonato Sudamericano de Voleibol Femenino de 2021[8]
- 3º - Juegos Panamericanos Juveniles de 2021[9][10]